# Vốn con người

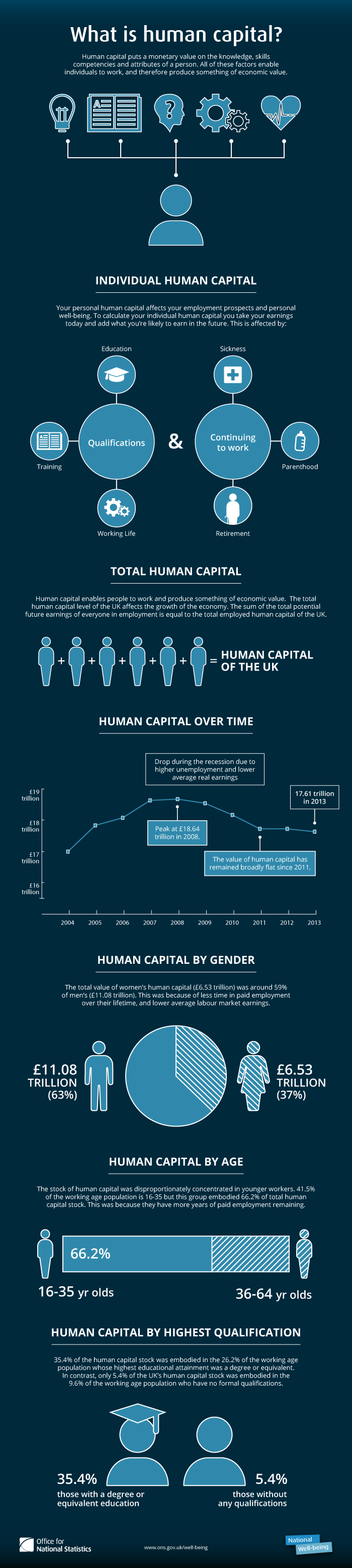
Infographic vốn nhân lực

Vốn con người hay vốn nhân lực là nguồn của các thói quen, kiến thức, thuộc tính xã hội và tính cách (bao gồm cả sự sáng tạo) thể hiện ở khả năng thực hiện lao động để tạo ra giá trị kinh tế.
Vốn con người là duy nhất và khác với bất kỳ vốn khác. Nó là cần thiết cho các công ty để đạt được mục tiêu, phát triển và vẫn đổi mới. Các công ty có thể đầu tư vào vốn nhân lực chẳng hạn thông qua giáo dục và đào tạo cho phép cải thiện mức độ chất lượng và sản xuất.
Lý thuyết vốn con người gắn liền với nghiên cứu về quản lý nguồn nhân lực được tìm thấy trong thực tiễn quản trị kinh doanh và kinh tế vĩ mô.
Ý tưởng ban đầu về vốn nhân lực có thể được truy nguyên ít nhất là từ Adam Smith trong thế kỷ 18. Lý thuyết hiện đại đã được phổ biến bởi Gary Becker, một nhà kinh tế và người đoạt giải Nobel từ Đại học Chicago, Jacob Mincer và Theodore Schultz. Do kết quả của công việc khái niệm hóa và mô hình hóa của ông sử dụng Vốn nhân lực làm nhân tố chính, giải thưởng Nobel về kinh tế năm 2018 đã được trao cho Paul Romer, người sáng lập phương pháp tiếp cận theo hướng đổi mới hiện đại để hiểu được sự tăng trưởng kinh tế.
Trong các tài liệu gần đây, khái niệm mới về vốn nhân lực đặc thù được đặt ra vào năm 2004 bởi Robert Gibbon, một nhà kinh tế tại MIT và Michael Waldman, một nhà kinh tế tại Đại học Cornell. Khái niệm nhấn mạnh rằng trong nhiều trường hợp, vốn nhân lực được tích lũy cụ thể theo tính chất của nhiệm vụ (hoặc, kỹ năng cần thiết cho nhiệm vụ) và vốn nhân lực tích lũy cho nhiệm vụ có giá trị đối với nhiều công ty yêu cầu kỹ năng chuyển nhượng. Khái niệm này có thể được áp dụng cho phân công công việc, động lực lương, thi đấu, động lực thăng tiến trong các công ty, vv 

## Lịch sử
Arthur Lewis được cho là đã bắt đầu lĩnh vực kinh tế phát triển và ý tưởng về vốn nhân lực khi ông viết vào năm 1954 "Phát triển kinh tế với nguồn cung cấp lao động không giới hạn". Thuật ngữ "vốn con người" đã không được sử dụng do cảm xúc tiêu cực của nó cho đến khi nó được Arthur Cecil Pigou thảo luận lần đầu tiên: 
There is such a thing as investment in human capital as well as investment in material capital. So soon as this is recognised, the distinction between economy in consumption and economy in investment becomes blurred. For, up to a point, consumption is investment in personal productive capacity. This is especially important in connection with children: to reduce unduly expenditure on their consumption may greatly lower their efficiency in after-life. Even for adults, after we have descended a certain distance along the scale of wealth, so that we are beyond the region of luxuries and "unnecessary" comforts, a check to personal consumption is also a check to investment.

 Việc sử dụng thuật ngữ này trong tài liệu kinh tế tân cổ điển hiện đại bắt nguồn từ bài viết "Đầu tư vào nguồn nhân lực và phân phối thu nhập cá nhân" của Jacob Mincer trên Tạp chí Kinh tế Chính trị năm 1958. Sau đó Theodore Schultz cũng đóng góp vào sự phát triển của vấn đề. Ứng dụng nổi tiếng nhất về ý tưởng "vốn nhân lực" trong kinh tế học là của Mincer và Gary Becker của "Trường phái Chicago" về kinh tế. Cuốn sách của Becker mang tên Human Capital, xuất bản năm 1964, đã trở thành một tài liệu tham khảo tiêu chuẩn trong nhiều năm. Theo quan điểm này, vốn con người tương tự như " phương tiện sản xuất vật chất ", ví dụ, nhà máy và máy móc: người ta có thể đầu tư vào vốn con người (thông qua giáo dục, đào tạo, điều trị y tế) và đầu ra của một người phụ thuộc một phần vào tỷ lệ lợi nhuận của vốn con người mà công ty sở hữu. Do đó, vốn con người là một phương tiện sản xuất, trong đó đầu tư bổ sung mang lại sản lượng bổ sung. Vốn con người là có thể thay thế, nhưng không thể chuyển nhượng như đất đai, lao động, hoặc vốn cố định.
Một số lý thuyết tăng trưởng đương đại coi vốn con người là một yếu tố tăng trưởng kinh tế quan trọng. Nghiên cứu sâu hơn cho thấy sự liên quan của giáo dục đối với phúc lợi kinh tế của người dân.
Adam Smith đã định nghĩa bốn loại vốn cố định (được đặc trưng là loại vốn mang lại doanh thu hoặc lợi nhuận mà không cần lưu thông hoặc thay đổi chủ). Bốn loại này là:
1. máy móc, công cụ hữu ích của thương mại;
2. các tòa nhà làm phương tiện tạo doanh thu;
3. cải tạo đất đai;
4. khả năng có được và hữu ích của tất cả cư dân hoặc thành viên của xã hội.

Smith định nghĩa vốn nhân lực như sau: 
 Thứ tư, về khả năng có được và hữu ích của tất cả cư dân hoặc thành viên của xã hội. Việc mua lại những tài năng như vậy, bằng cách duy trì người tiếp thu trong quá trình học tập, học tập hoặc học nghề của người đó, luôn luôn phải trả một khoản chi phí thực sự, vốn là một khoản vốn cố định và được hiện thực hóa, như chính con người anh ta. Những tài năng đó, khi họ tạo ra một phần tài sản của anh ta, họ cũng vậy, họ cũng thuộc về xã hội mà anh ta thuộc về. Sự khéo léo được cải thiện của một công nhân có thể được xem xét trong cùng một ánh sáng như một cỗ máy hoặc công cụ thương mại tạo điều kiện thuận lợi và tiết kiệm lao động, và mặc dù chi phí nhất định, trả lại chi phí đó bằng lợi nhuận. 
 Do đó, Smith lập luận, sức mạnh sản xuất của lao động đều phụ thuộc vào sự phân công lao động: 
 Sự cải thiện lớn nhất về năng lực sản xuất của lao động, và phần lớn hơn của kỹ năng, sự khéo léo và phán đoán mà nó được hướng đến, hoặc áp dụng, dường như là kết quả của những tác động của sự phân công lao động.
 Có một mối quan hệ phức tạp giữa phân công lao động và vốn nhân lực.
Vào những năm 1990, khái niệm về vốn nhân lực đã được mở rộng để bao gồm các khả năng tự nhiên, thể lực và sức khỏe, điều này rất quan trọng cho sự thành công của một cá nhân trong việc tiếp thu kiến thức và kỹ năng.

## Bối cảnh
Vốn con người là một tập hợp các đặc điểm - tất cả kiến thức, tài năng, kỹ năng, khả năng, kinh nghiệm, trí thông minh, đào tạo, phán đoán và trí tuệ được sở hữu bởi các cá nhân trong tập thể. Những tài nguyên này là tổng năng lực của những người đại diện cho một dạng của cải có thể được định hướng để hoàn thành các mục tiêu của quốc gia hoặc tiểu bang hoặc một phần trong đó. Vốn nhân lực được chia thành ba loại; (1) Vốn trí tuệ (2) Vốn xã hội (3) Vốn cảm xúc
Đây là một quan điểm kinh tế tổng hợp của con người hành động trong các nền kinh tế, đó là một nỗ lực để nắm bắt sự phức tạp xã hội, sinh học, văn hóa và tâm lý khi họ tương tác trong các giao dịch kinh tế rõ ràng và/hoặc kinh tế. Nhiều lý thuyết kết nối rõ ràng việc đầu tư vào phát triển vốn nhân lực với giáo dục, và vai trò của vốn nhân lực trong phát triển kinh tế, tăng trưởng năng suất và đổi mới thường được coi là sự biện minh cho trợ cấp của chính phủ cho giáo dục và đào tạo kỹ năng nghề nghiệp.
"Vốn con người" đã và đang tiếp tục bị chỉ trích theo nhiều cách khác nhau. Michael Spence đưa ra lý thuyết báo hiệu như một sự thay thế cho vốn nhân lực. Pierre Bourdieu cung cấp một sự thay thế khái niệm sắc thái cho vốn nhân lực bao gồm vốn văn hóa, vốn xã hội, vốn kinh tế và vốn biểu tượng. Những phê bình này và các cuộc tranh luận khác cho rằng "vốn con người" là một khái niệm hợp nhất mà không có đủ sức mạnh giải thích.
Nó được giả định trong các lý thuyết kinh tế sơ khai, phản ánh bối cảnh - tức là khu vực thứ cấp của nền kinh tế đang sản xuất nhiều hơn so với khu vực đại học có thể sản xuất tại hầu hết các quốc gia   - là một nguồn tài nguyên có thể thay thế được, đồng nhất và dễ dàng thay thế và được gọi đơn giản là lực lượng lao động hoặc lao động, một trong ba yếu tố sản xuất (các yếu tố khác là đất đai và tài sản vật chất có thể hoán đổi cho nhau). Giống như đất đai được công nhận là vốn tự nhiên và là một tài sản, các yếu tố sản xuất của con người đã được nâng lên từ phân tích cơ học đơn giản này đến vốn nhân lực. Trong phân tích tài chính kỹ thuật hiện đại, thuật ngữ "tăng trưởng cân bằng" dùng để chỉ mục tiêu tăng trưởng đồng đều cả khả năng của con người và tài sản vật chất sản xuất hàng hóa và dịch vụ.
Giả định rằng lao động hoặc lực lượng lao động có thể dễ dàng được mô hình hóa trong tổng hợp bắt đầu bị thách thức vào những năm 1950 khi khu vực đại học, vốn đòi hỏi sự sáng tạo, bắt đầu sản xuất nhiều hơn khu vực thứ cấp tại các quốc gia phát triển nhất trên thế giới. 

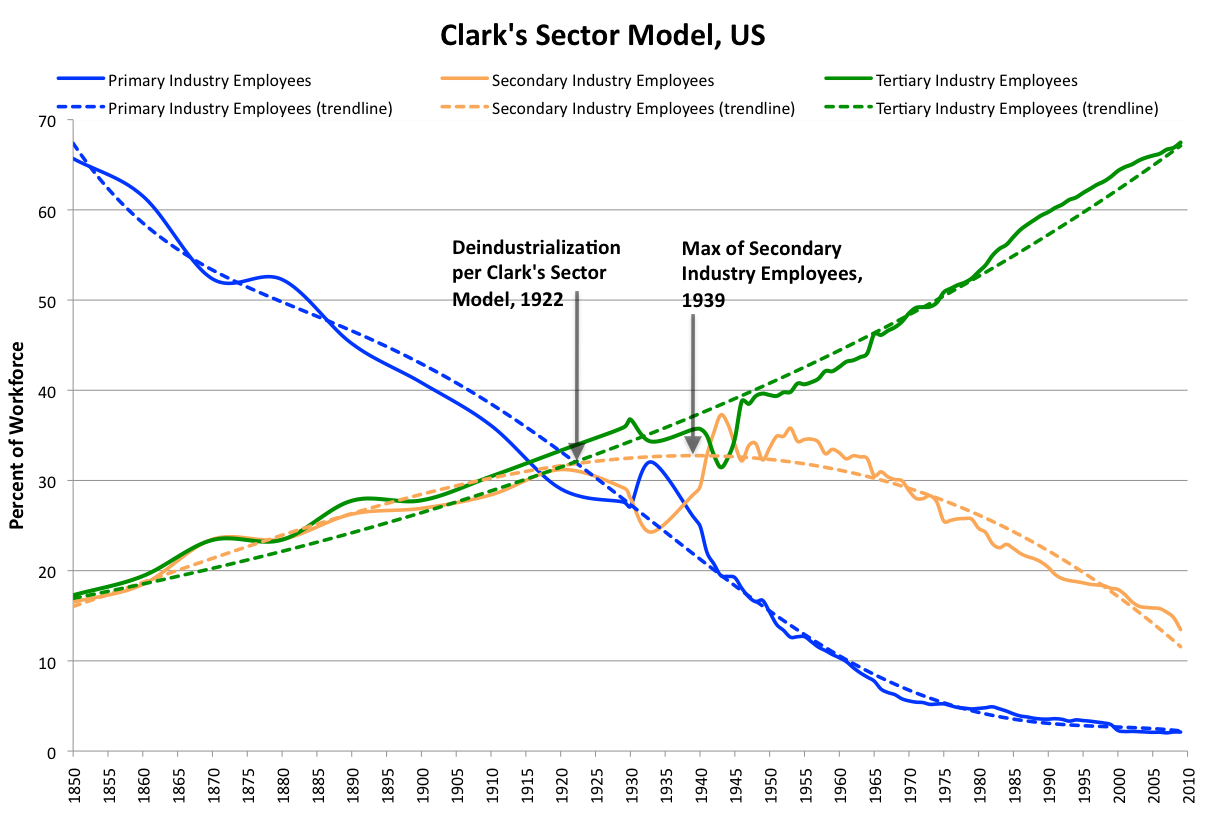
Biểu đồ lĩnh vực của Clark mô hình hóa nền kinh tế Hoa Kỳ 1850 Tiết2009

Theo đó, người ta chú ý nhiều hơn đến các yếu tố dẫn đến thành công so với thất bại nơi quản lý con người có liên quan. Vai trò của lãnh đạo, tài năng, thậm chí là người nổi tiếng đã được khám phá.
Ngày nay, hầu hết các lý thuyết đều cố gắng phân chia vốn nhân lực thành một hoặc nhiều thành phần để phân tích  - thường được gọi là "vốn vô hình ". Thông thường nhất, vốn xã hội, là tổng hợp các mối quan hệ và mối quan hệ xã hội, đã được công nhận, cùng với nhiều từ đồng nghĩa như thiện chí hoặc giá trị thương hiệu hoặc sự gắn kết xã hội hoặc khả năng phục hồi xã hội và các khái niệm liên quan như người nổi tiếng hoặc có danh tiếng, khác biệt với tài năng của một cá nhân (chẳng hạn như một vận động viên duy nhất) đã phát triển mà không thể truyền lại cho người khác bất kể nỗ lực và những khía cạnh có thể được chuyển giao hoặc giảng dạy: vốn giảng dạy. Ít phổ biến hơn, một số phân tích đưa ra các hướng dẫn tốt cho sức khỏe với chính sức khỏe, hoặc các thói quen hoặc hệ thống quản lý kiến thức tốt với các hướng dẫn họ biên soạn và quản lý, hoặc " vốn trí tuệ " của các đội nhóm  - một sự phản ánh về năng lực xã hội và hướng dẫn của họ, với một số giả định về tính độc đáo cá nhân của họ trong bối cảnh họ làm việc. Nói chung, các phân tích này thừa nhận rằng các cơ quan được đào tạo cá nhân, các ý tưởng hoặc kỹ năng có thể dạy được và ảnh hưởng xã hội hoặc sức mạnh thuyết phục là khác nhau.
Kế toán quản trị thường quan tâm đến các câu hỏi về cách mô hình hóa con người như một tài sản vốn. Tuy nhiên, nó bị phá vỡ hoặc được xác định, vốn con người cực kỳ quan trọng đối với thành công của một tổ chức (Crook et al., 2011); vốn nhân lực tăng thông qua giáo dục và kinh nghiệm. Vốn con người cũng rất quan trọng đối với sự thành công của các thành phố và khu vực: một nghiên cứu năm 2012 đã xem xét việc sản xuất bằng đại học và hoạt động R & D của các tổ chức giáo dục có liên quan đến vốn nhân lực của các khu vực đô thị nơi họ đặt trụ sở.
Năm 2010, OECD (Tổ chức Hợp tác và Phát triển Kinh tế) đã khuyến khích chính phủ của các nền kinh tế tiên tiến nắm lấy các chính sách để tăng cường đổi mới và kiến thức về sản phẩm và dịch vụ như một con đường kinh tế để tiếp tục thịnh vượng. Các chính sách quốc tế cũng thường giải quyết vấn đề thất thoát vốn nhân lực, đó là sự mất mát của những người tài năng hoặc được đào tạo từ một quốc gia đầu tư vào họ, sang một quốc gia khác có lợi từ việc họ đến mà không đầu tư vào họ.